# 訃報 2018年9月
訃報 2018年9月（ふほう 2018ねん9がつ）では、2018年9月に物故した、又は物故が報じられた人物についてまとめる。

## (1日 - 15日)

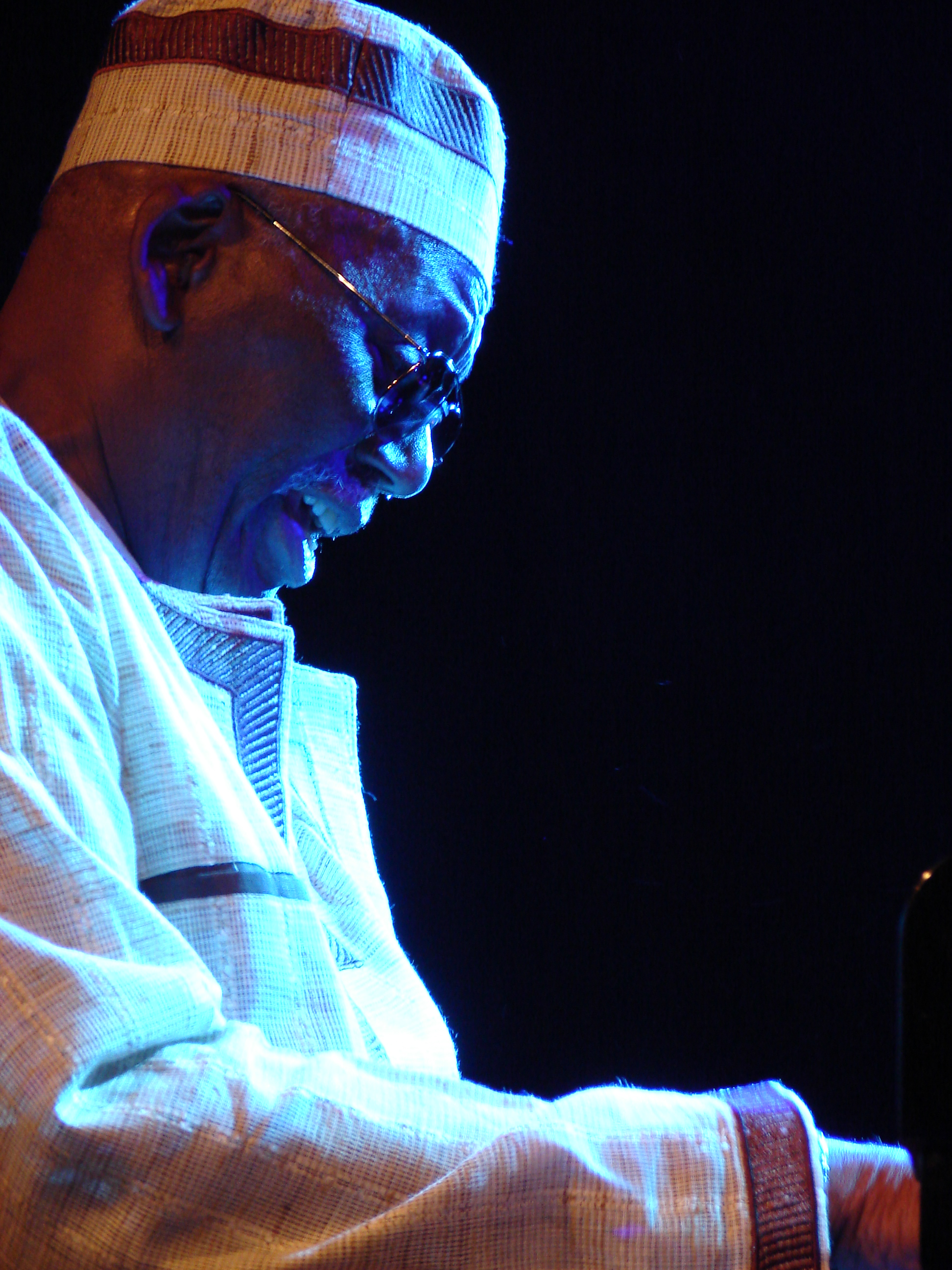
ランディ・ウェストン／9月1日没

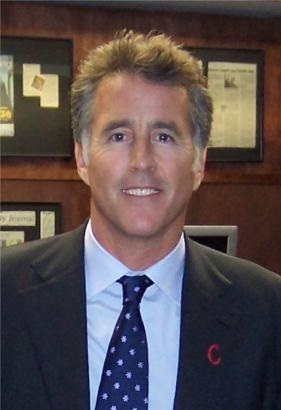
クリストファー・ケネディー・ローフォード／9月5日没

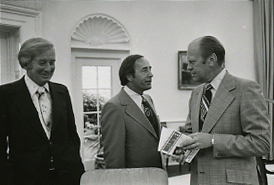
リッチ・デヴォス（中央）／9月6日没

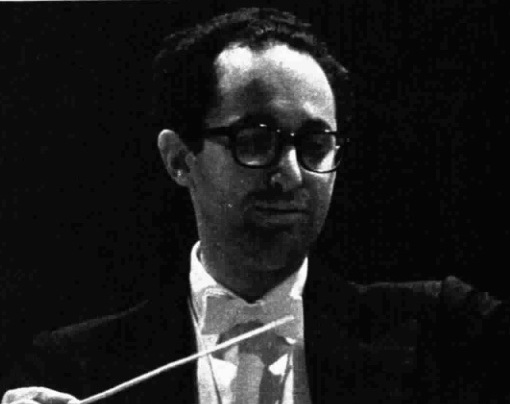
クラウディオ・シモーネ／9月6日没

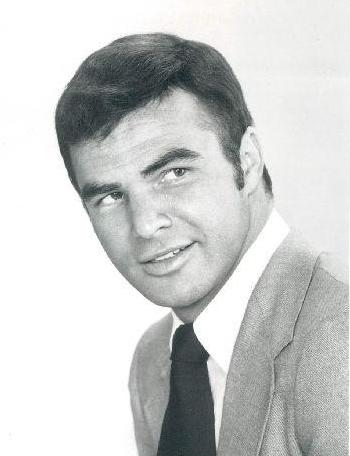
バート・レイノルズ／9月6日没

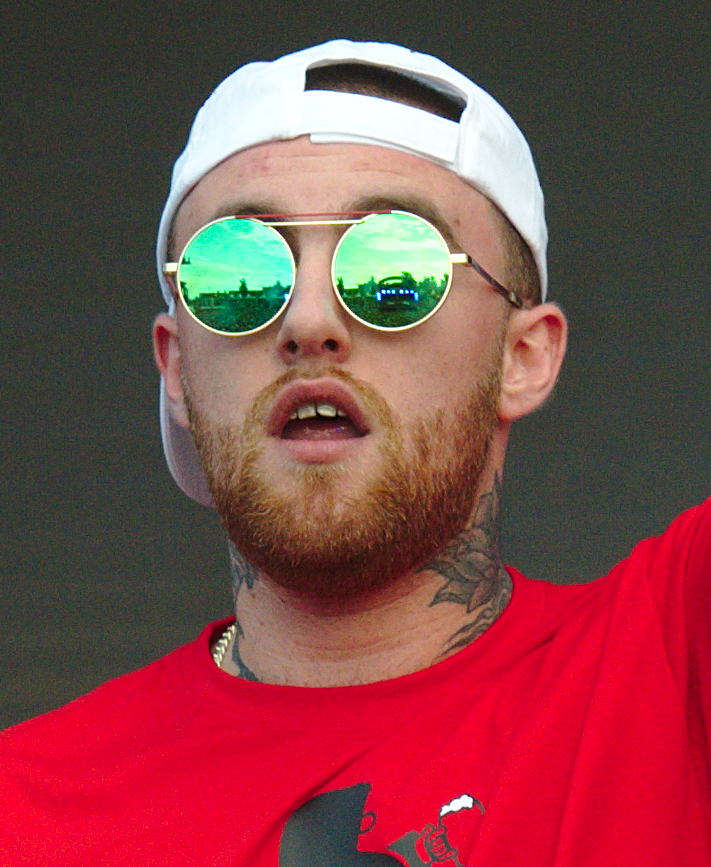
マック・ミラー／9月7日没

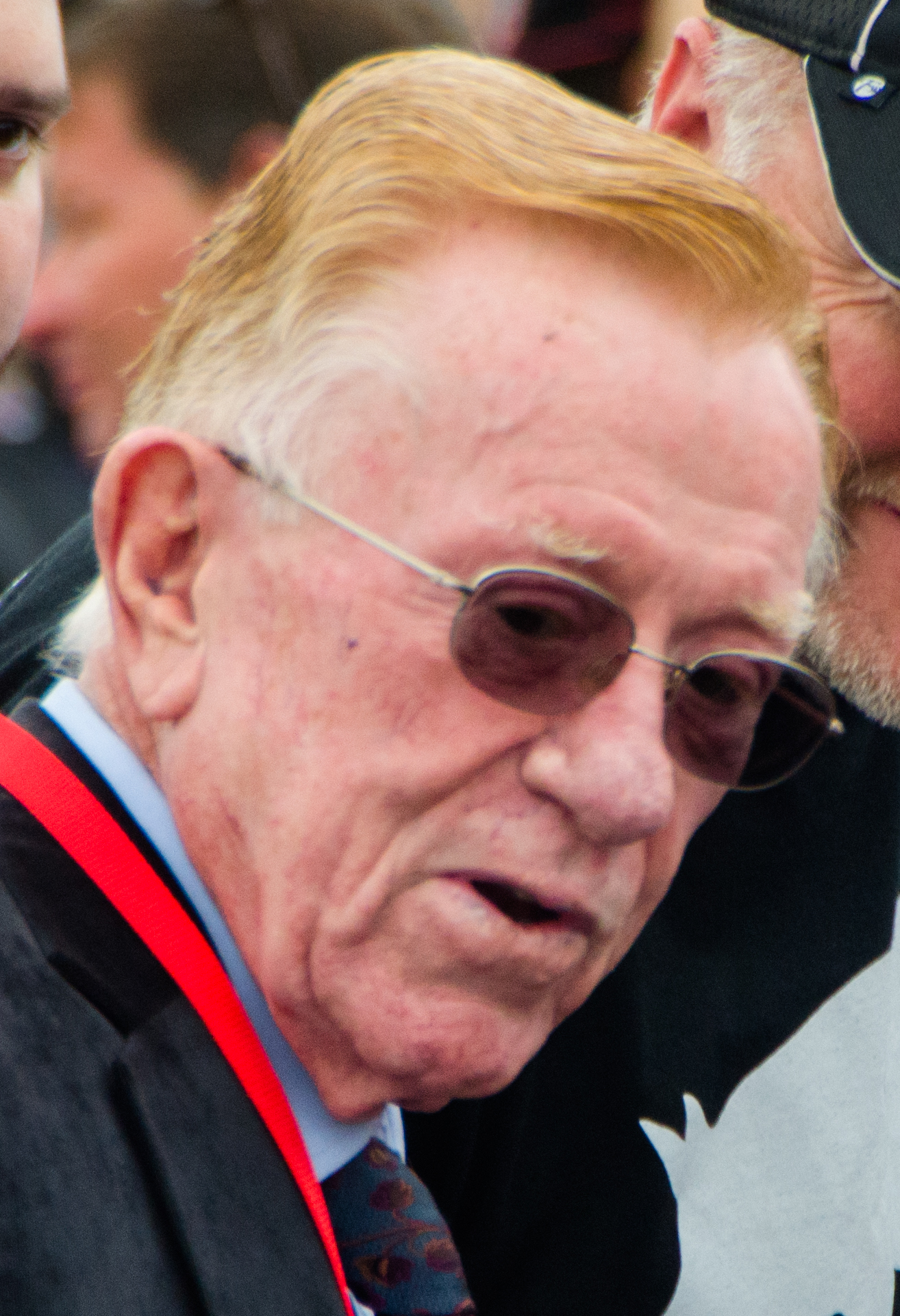
ドン・パノス／9月12日没

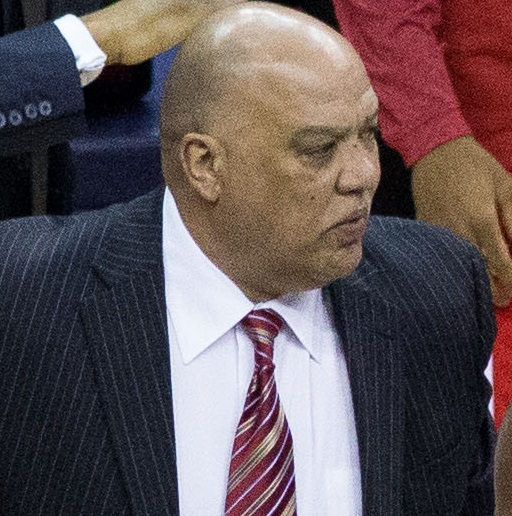
ドン・ニューマン／9月12日没

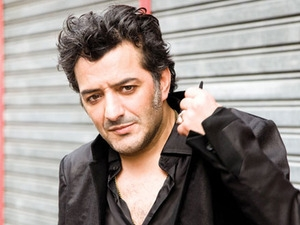
ラシッド・タハ／9月12日没

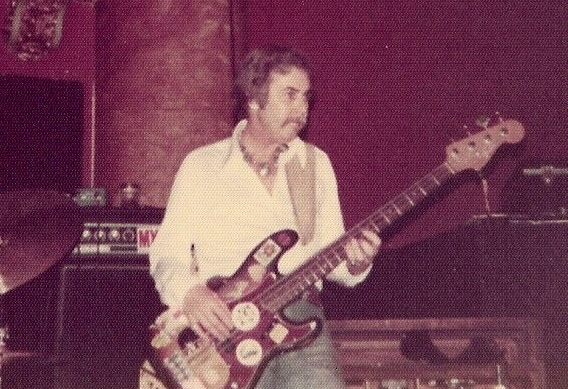
マックス・ベネット／9月14日没

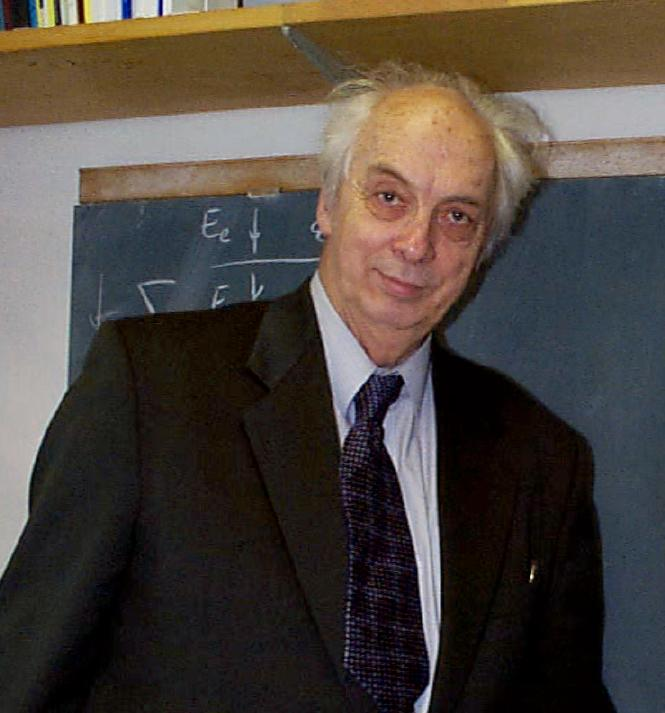
ヴィクトル・ヴェセラゴ／9月15日没

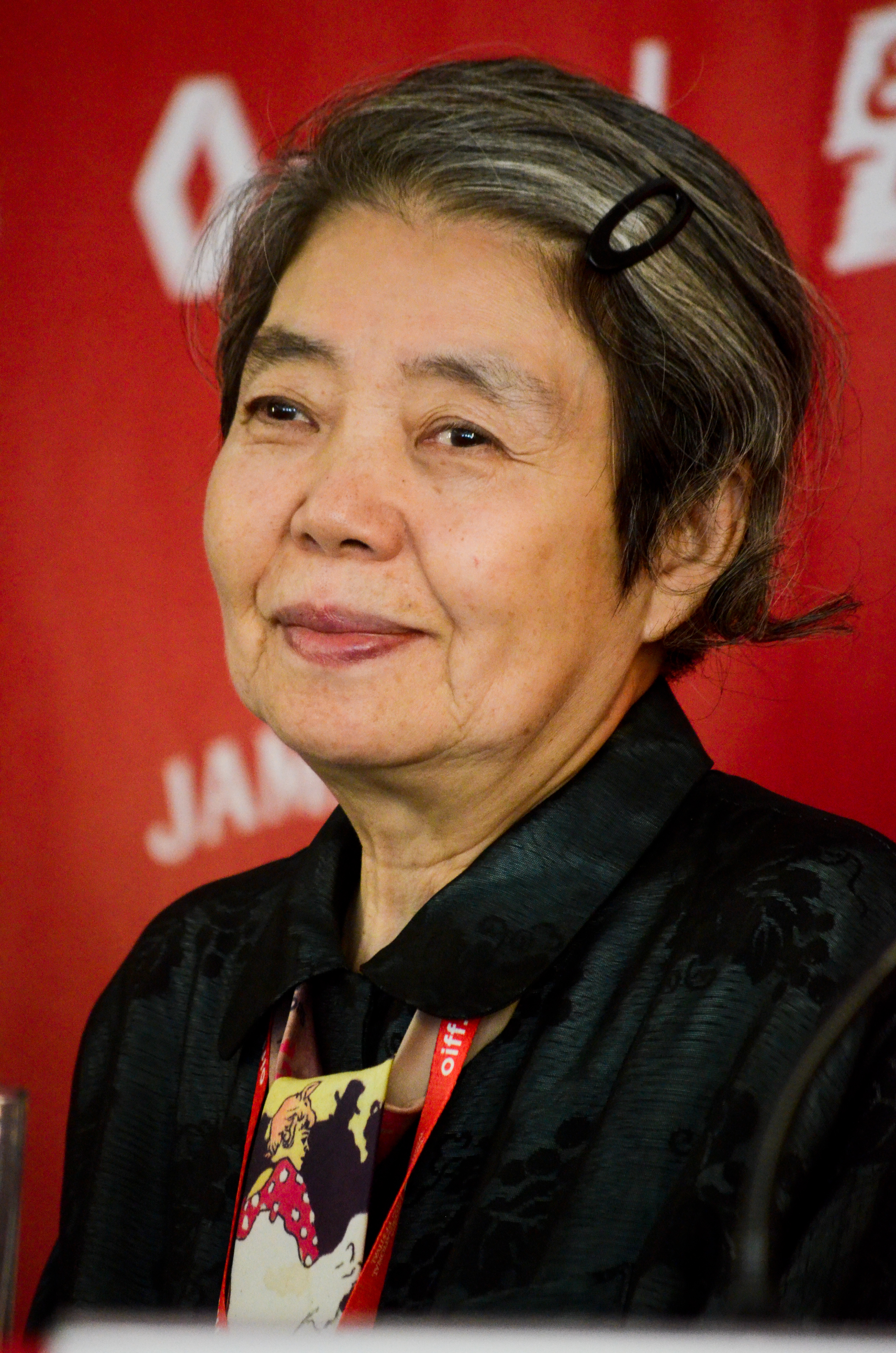
樹木希林／9月15日没

- 9月1日 - ランディ・ウェストン、アメリカ合衆国のジャズピアニスト、作曲家（* 1926年）[1]
- 9月1日 - ケネス・ボウエン（英語版）、ウェールズのテノール歌手（* 1932年）[2]
- 9月1日 - 別役智子、日本の医学者、慶応義塾大学教授（* 1964年）[3]
- 9月1日 - ネイト・ヘイトリッド、アメリカ合衆国のプロレスラー（* 1979年）[4]
- 9月1日 - カルロ・カーヴァ、イタリアのバス歌手（* 1928年）[5]
- 9月2日 - 井出正一、日本の政治家、元新党さきがけ代表・自由民主党衆議院議員、第78代厚生大臣（* 1939年）[6][7]
- 9月2日 - 吉野耕作、日本の社会学者、上智大学教授（* 1953年）[8]
- 9月2日 - 伊藤公人、日本の競輪選手（* 1957年）[9]
- 9月2日 - コンウェイ・サヴェージ（英語版）、オーストラリアのロックミュージシャン、ニック・ケイヴ＆ザ・バッド・シーズ（英語版）メンバー（* 1960年）[10]
- 9月2日 - クレア・ワインランド（英語版）、アメリカ合衆国の起業家、難病患者支援活動家（* 1997年）[11]
- 9月3日 - リディア・クラーク（英語版）、アメリカ合衆国の女優、写真家、チャールトン・ヘストン夫人（* 1923年）[12]
- 9月3日 - カティーナ・ラニエーリ（イタリア語版）、イタリアの歌手、女優（* 1925年）[13]
- 9月3日 - 徳永徹、日本の医学者、福岡大学名誉教授、元国立予防衛生研究所所長（* 1927年）[14]
- 9月3日 - 朱奎昌、朝鮮民主主義人民共和国の政治家、元国防委員会委員・機械工業部部長（* 1928年）[15]
- 9月3日 - トム・リックマン（英語版）、アメリカ合衆国の脚本家（* 1940年）[16]
- 9月3日 - 池上公介、日本の学園経営者、学校法人池上学園理事長（* 1940年）[17]
- 9月3日 - ジャクリーン・ピアース（英語版）、イギリスの女優（* 1943年）[18]
- 9月4日 ‐ 小椋順子、日本のフランス文学者、獨協大学名誉教授（* 1925年）[19]
- 9月4日 - 植木馨、日本の実業家、元植木組社長（* 1925年）[20]
- 9月4日 - ジャラールッディン・ハッカーニ（英語版）、アフガニスタンのターリバーン指導者、ハッカーニ・ネットワーク創設者（* 1939年）[21]
- 9月4日 - 李王杓、大韓民国のプロレスラー（* 1954年）[22]
- 9月4日 - ポール・コエチ（英語版）、ケニアの陸上競技選手、1998年世界ハーフマラソン選手権優勝者（* 1969年）[23]
- 9月5日 - 須網哲夫、日本の化学者、慶應義塾大学名誉教授（* 1921年）[24]
- 9月5日 - 7代目鶴澤寛治、日本の文楽義太夫節三味線方（* 1928年）[25]
- 9月5日 - 志田藤幸男、日本の政治家、元岩手県東和町長（* 1929年?）[26]
- 9月5日 - 奥田礼一、日本の医学者、東北大学名誉教授（* 1936年）[27]
- 9月5日 - 岡本敏一、日本の畜産学者、広島大学名誉教授（* 1941年）[28]
- 9月5日 - クリストファー・ケネディー・ローフォード、アメリカ合衆国の俳優、作家、政治活動家（* 1955年）[29]
- 9月6日 - 藤森正路、日本の実業家、元住友金属鉱山社長（* 1922年?）[30]
- 9月6日 - 入江襄、日本の実業家、元新日本証券社長（* 1925年）[31]
- 9月6日 - リッチ・デヴォス、アメリカ合衆国の実業家、アムウェイ共同創業者、オーランド・マジックオーナー（* 1926年）[32]
- 9月6日 - 高見敏弘、日本の神学博士、牧師、アジア学院創設者（* 1927年）[33]
- 9月6日 - リズ・フレイザー（英語版）、イギリスの女優（* 1930年）[34]
- 9月6日 - クラウディオ・シモーネ、イタリアの音楽学者、指揮者（* 1934年）[35]
- 9月6日 - バート・レイノルズ、アメリカ合衆国の俳優（* 1936年）[36]
- 9月6日 - ウィルソン・モレイラ（英語版）、ブラジルのサンバ歌手、作曲家（* 1936年）[37]
- 9月6日 - オレグ・ロボフ、ロシアの政治家、元ロシア共和国副首相・首相代行、連邦安全保障会議書紀（* 1937年）[38]
- 9月6日 - 神田俊甫、日本の新聞記者・ジャーナリスト、読売新聞社元常務、編集局次長、福島民友新聞元社長・会長（* 1947年）[39]
- 9月6日 - 清水紀暁、日本の実業家、王子ネピア社長（* 1956年）[40]
- 9月7日 - ガストン＝アルマン・アモードリュ（英語版）、スイスのネオ・ファシズム活動家、ホロコースト否定論者（* 1920年）[41]
- 9月7日 - 太田英雄、日本のアメリカ文学者、愛知県立大学名誉教授（* 1921年）[42]
- 9月7日 - 高橋正隆、日本の典籍学者、元大谷大学教授（* 1929年）[43]
- 9月7日 - 盛中国、中華人民共和国のヴァイオリニスト（* 1941年）[44]
- 9月7日 - クルト・ヘルムート（英語版）、デンマークのボート競技選手、1964年東京オリンピックボート舵なしフォア金メダリスト（* 1943年）[45]
- 9月7日 - 橋本英教、日本の政治家、元自由民主党衆議院議員（* 1967年）[46]
- 9月7日 - マック・ミラー、アメリカ合衆国のラッパー（* 1992年）[47]
- 9月8日 - 川村忠男、日本の実業家、元千代田火災海上保険社長（* 1923年?）[48]
- 9月8日 - 高田勇、日本の政治家、元自治官僚、元長崎県知事（* 1926年）[49]
- 9月8日 - 楊振亜（中国語版）、中華人民共和国の外交官、元駐日中国大使（* 1928年）[50]
- 9月8日 - 斎藤峻彦、日本の交通経済学者、近畿大学名誉教授（* 1943年）[51]
- 9月8日 - ベアト・リヒナー（英語版）、スイスの小児科医、チェリスト、慈善活動家（* 1947年）[52]
- 9月8日 - ゲンナディ・ガグリア（英語版）、アブハジアの政治家、アブハジア共和国初代首相（* 1948年）[53]
- 9月8日 - チェルシー・スミス、アメリカ合衆国の歌手、女優、1995年ミス・ユニバース優勝者（* 1973年）[54]
- 9月8日 - ラミン・ホセイン・パナヒ（英語版）、イラン（クルド人）の政治犯、コマラ（英語版）メンバー（* 1995年）[55]
- 9月9日 - 片見冨士夫、日本の弁護士（* 1948年）[56]
- 9月9日 - フランク・アンダーソン（英語版）、スウェーデンのレスリング・プロレス選手（* 1956年）[57]
- 9月9日 - 村田美穂、日本の医師、国立精神・神経医療研究センター病院長（* 1958年）[58]
- 9月9日 - Mr.カトラ（ポルトガル語版）、ブラジルのバイリ・ファンキ（英語版）ミュージシャン（* 1968年）[59]
- 9月9日 - 沈麗君（中国語版）、中華人民共和国のモデル、女優（* 1983年）[60]
- 9月9日 - クリスティアン・ポピエラ（英語版）、ポーランドのサッカー選手（* 1998年）[61]
- 9月10日 - ピーター・ドゥナット、カナダ出身のアメリカ合衆国の俳優（* 1928年）[62]
- 9月10日 - ポール・ヴィリリオ、フランスの思想家、都市計画家、ステンドグラス作家（* 1932年）[63]
- 9月10日 - 小浜寛爾、日本の実業家、元日本精線社長（* 1933年?）[64]
- 9月10日 - アダム・クライマー、アメリカ合衆国のジャーナリスト、元ニューヨーク・タイムズ記者（* 1937年）[65]
- 9月10日 - 鳥羽雄一、日本の実業者、元日本カーボン社長（* 1938年）[66]
- 9月10日 - ひびきわたる、日本のお笑い芸人、漫談家（* 1942年）[67]
- 9月11日 - 花柳寿南海、日本の舞踊家、人間国宝（* 1924年）[68]
- 9月11日 - フェネラ・フィールディング（英語版）、イギリスの女優（* 1927年）[69]
- 9月11日 - 单田芳（中国語版） 、中華人民共和国の説話家（* 1934年）[70]
- 9月11日 - 小藤田千栄子、日本の映画・演劇評論家（* 1939年）[71]
- 9月11日 - 北井和利、日本の運動学者、熊本学園大学名誉教授（* 1949年）[72]
- 9月12日 - エーリッヒ・クラインシュスター（ドイツ語版）、ドイツのトロンボーン奏者、ジャズミュージシャン（* 1930年）[73]
- 9月12日 - キム・インテ（朝鮮語版）、大韓民国の俳優（* 1930年）[74]
- 9月12日 - 沈君山（中国語版）、中華民国の物理学者、国立清華大学前校長（* 1932年）[75]
- 9月12日 - ビリー・オーデル（英語版）、アメリカ合衆国のプロ野球選手（* 1933年）[76]
- 9月12日 - ドン・パノス、アメリカの実業家、医薬品メーカーマイラン・自動車メーカーパノス共同設立者、国際モータースポーツ協会（IMSA）名誉副会長（* 1935年）[77]
- 9月12日 - 野村春治、日本の物理学者、京都工芸繊維大学名誉教授（* 1940年）[78]
- 9月12日 - パスクァーレ・ブーバ（英語版）、アメリカ合衆国の映画編集者（* 1946年）[79]
- 9月12日 - ロバート・ギラム（英語版）、アメリカ合衆国の実業家、マッキンリーキャピタルマネジメント創業者・会長（* 1946年）[80]
- 9月12日 - フランク・セラフィーネ（英語版）、アメリカ合衆国のサウンドデザイナー（* 1953年?）[81]
- 9月12日 - 服部裕之、日本の実業家、カスケード社長、元ビー・ユー・ジーDMG森精機代表（* 1957年）[82]
- 9月12日 - ドン・ニューマン、アメリカ合衆国のバスケットボール指導者（* 1957年）[83]
- 9月12日 - ラシッド・タハ、アルジェリア出身のフランスの歌手（* 1958年）[84]
- 9月13日 - 林乎加（中国語版）、中華人民共和国の政治家、農業部長、北京市・天津市長（* 1916年）[85]
- 9月13日 - 今井乙麿 、日本の政治家、元秋田県阿仁町長（* 1925年）[86]
- 9月13日 - 辻公也、日本の陶芸家、九州産業大学名誉教授（* 1928年）[87]
- 9月13日 - イヴォ・ペトリチ（英語版）、スロベニアのオーボエ奏者、作曲家（* 1931年）[88]
- 9月13日 - 一戸意生、日本のねぶた師（* 1932年）[89]
- 9月13日 - アルブレヒト・ヴェルマー（ドイツ語版）、ドイツの哲学者、ベルリン自由大学名誉教授（* 1933年）[90]
- 9月13日 - 宮崎宗市、日本の実業家、サンヨーハウジング名古屋会長（* 1949年）[91]
- 9月13日 - 大木伸介、日本の実業家、日本水産相談役・前社長（* 1960年）[92]
- 9月13日 - マリン・メイジー（英語版）、アメリカ合衆国の女優（* 1960年）[93]
- 9月14日 - カルロス・ルビラ・インファンテ（英語版）、エクアドルのパシージョ（英語版）/パッサカリアミュージシャン（* 1921年）[94]
- 9月14日 - マックス・ベネット、アメリカ合衆国のジャズベーシスト（* 1928年）[95]
- 9月14日 - アンネケ・グレンロ（オランダ語版）、インドネシア出身のオランダの歌手（* 1941年）[96]
- 9月14日 - ジーニア・マートン、ボルネオ出身のイギリスの女優（* 1945年）[97]
- 9月14日 - 蘇啓誠（中国語版）、中華民国の外交官、台北駐大阪経済文化弁事処代表（* 1957年）[98]
- 9月14日 - 浜尾朱美、日本の元女優、ニュースキャスター、エッセイスト（* 1961年）[99]
- 9月15日 - ワーウィック・エステヴァン・ケール（英語版）、ブラジルの農業工学者、遺伝学者、昆虫学者（* 1922年）[100]
- 9月15日 - デイヴィッド・ローウェンサール（英語版）、アメリカ合衆国の歴史地理学者、ロンドン大学名誉教授（* 1923年）[101]
- 9月15日 - 金森久雄、日本の元経済官僚、経済評論家、元日本経済研究センター理事長（* 1924年）[102]
- 9月15日 - フリッツ・ヴィンターシュテラー（英語版）、オーストリアの登山家（* 1927年）[103]
- 9月15日 - 岡本眸、日本の俳人（* 1928年）[104]
- 9月15日 - 木谷勤、日本の歴史学者、名古屋大学名誉教授（* 1928年）[105]
- 9月15日 - ヴィクトル・ヴェセラゴ、ロシアの物理学者（* 1929年）[106]
- 9月15日 - 朱旭、中華人民共和国の俳優（* 1930年）[107]
- 9月15日 - ダッドリー・サットン（英語版）、イギリスの俳優（* 1937年）[108]
- 9月15日 - 福沢周亮、日本の心理学者、筑波大学名誉教授（* 1933年）[109]
- 9月15日 - 増田壽男、日本の経済学者、法政大学名誉教授・前総長（* 1941年）[110]
- 9月15日 - 樹木希林、日本の女優（* 1943年）[111]
- 9月15日 - 安斎勝洋、日本の占い師・開運アドバイザー（* 1945年）[112]
- 9月15日 - 藤原正司、日本の政治家、元民主党参議院議員（* 1946年）[113]
- 9月15日 - よこやまなおき、日本の漫画家（* 生年不詳）[要出典]

## (16日 - 30日)

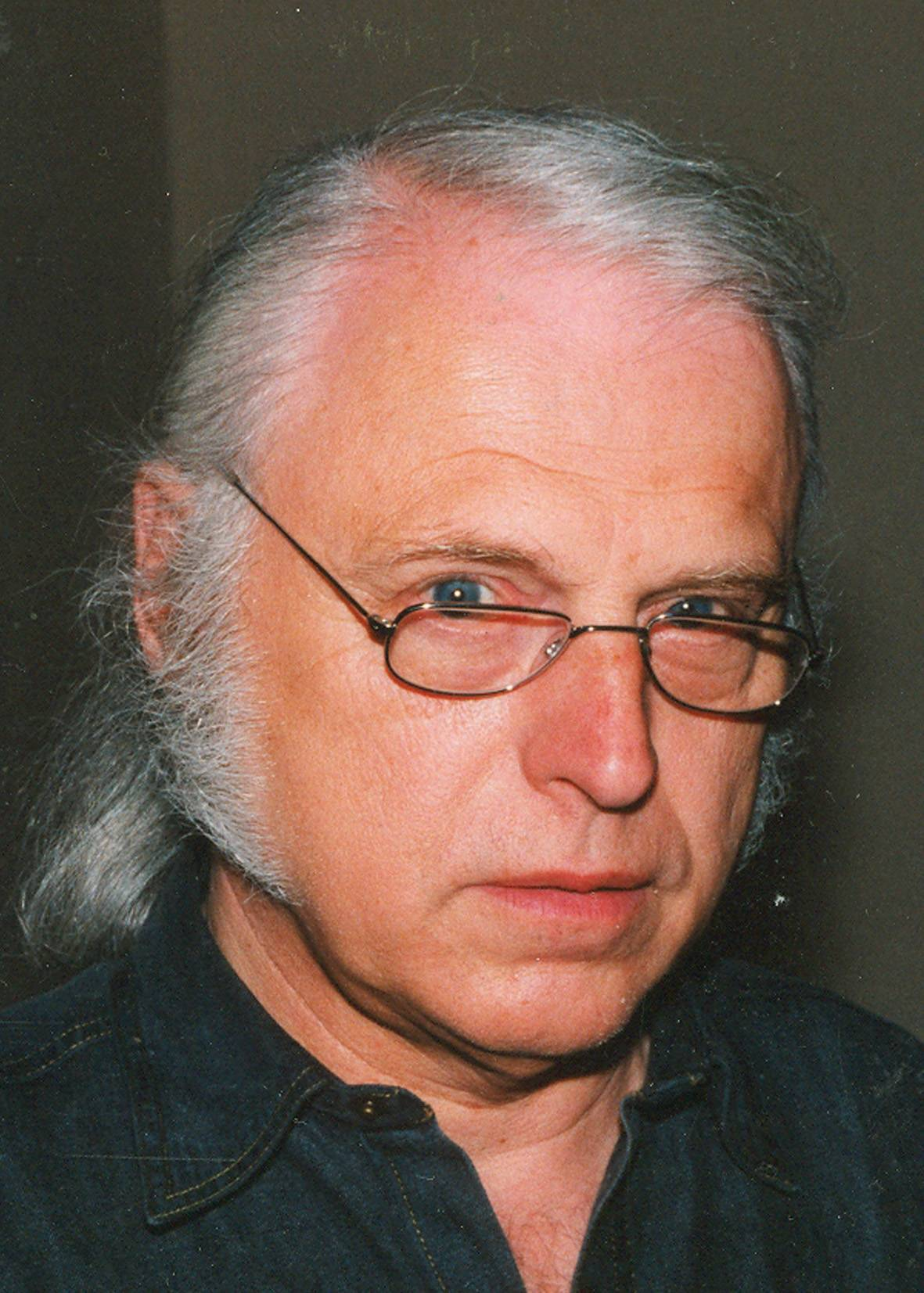
ホルスト・ボゼツキー／9月16日没

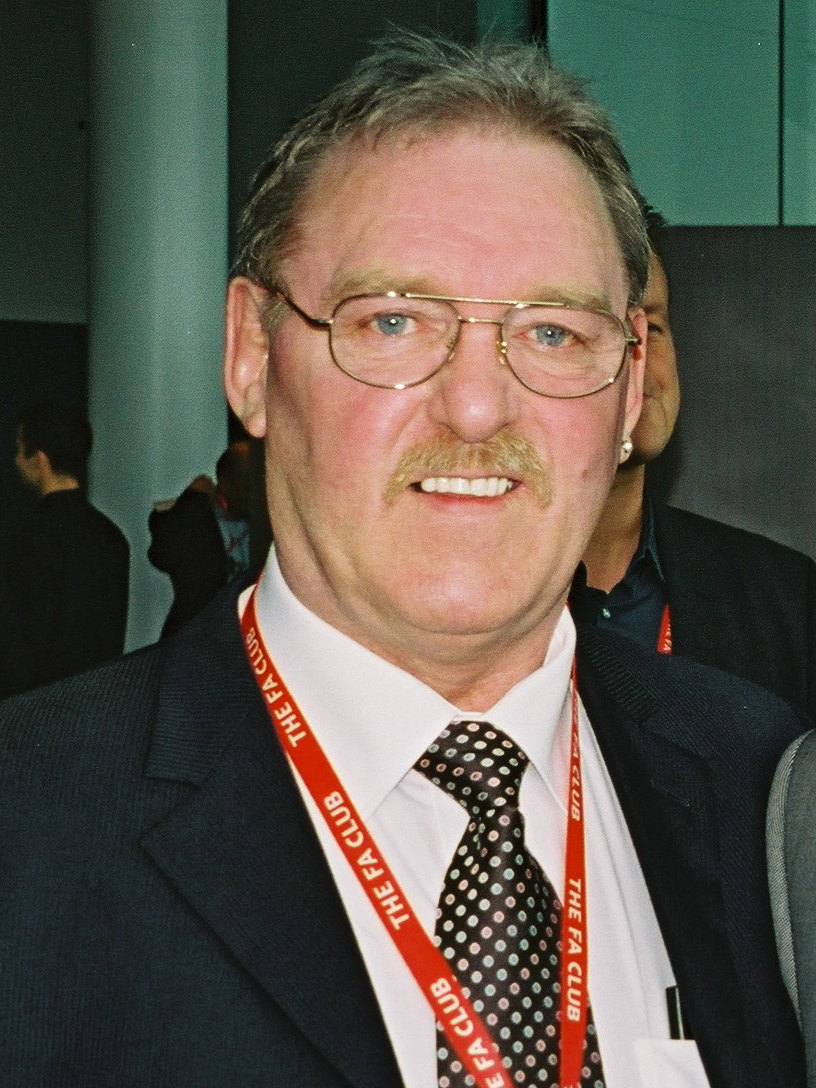
ケヴィン・ビーティー／9月16日没

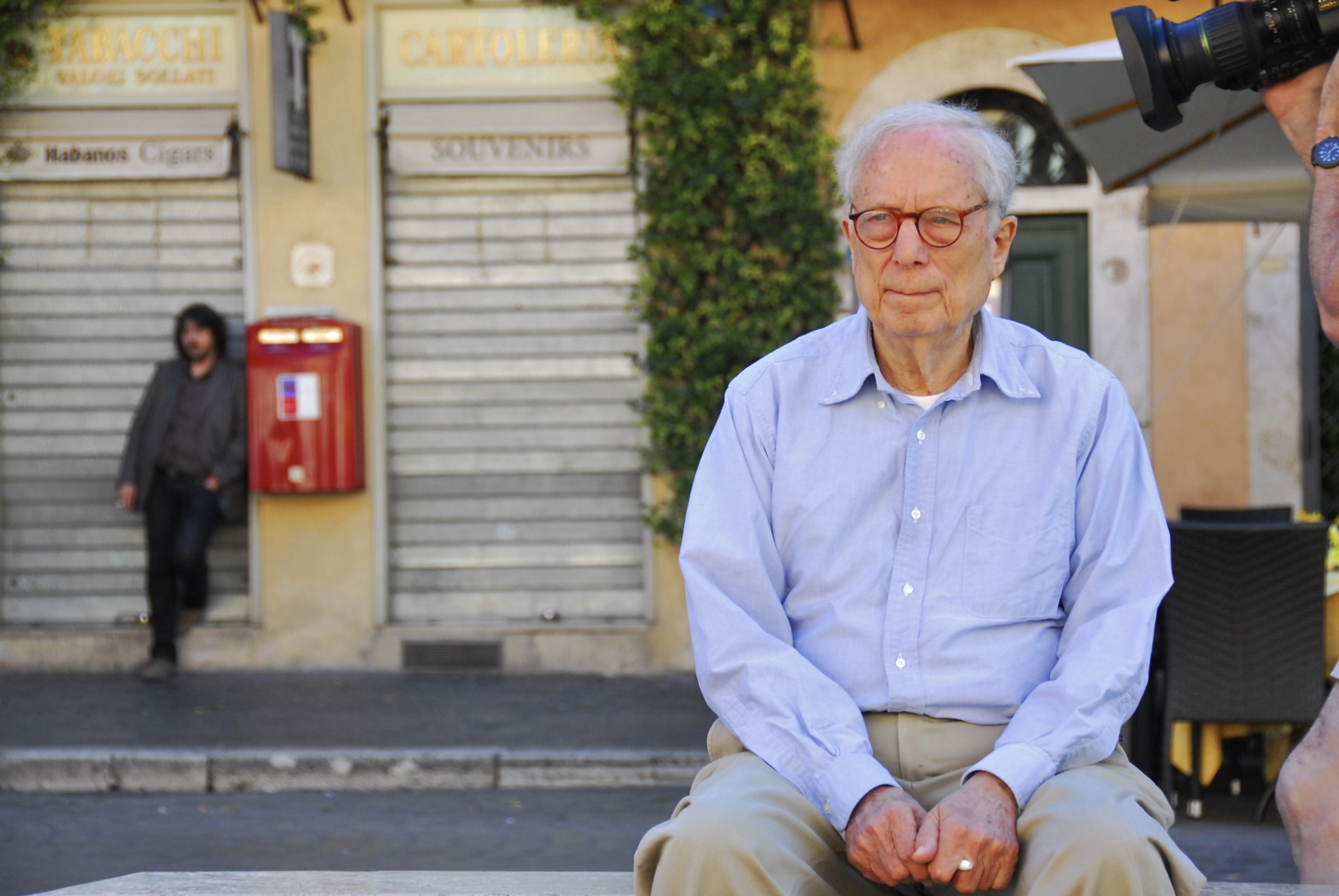
ロバート・ヴェンチューリ／9月18日没

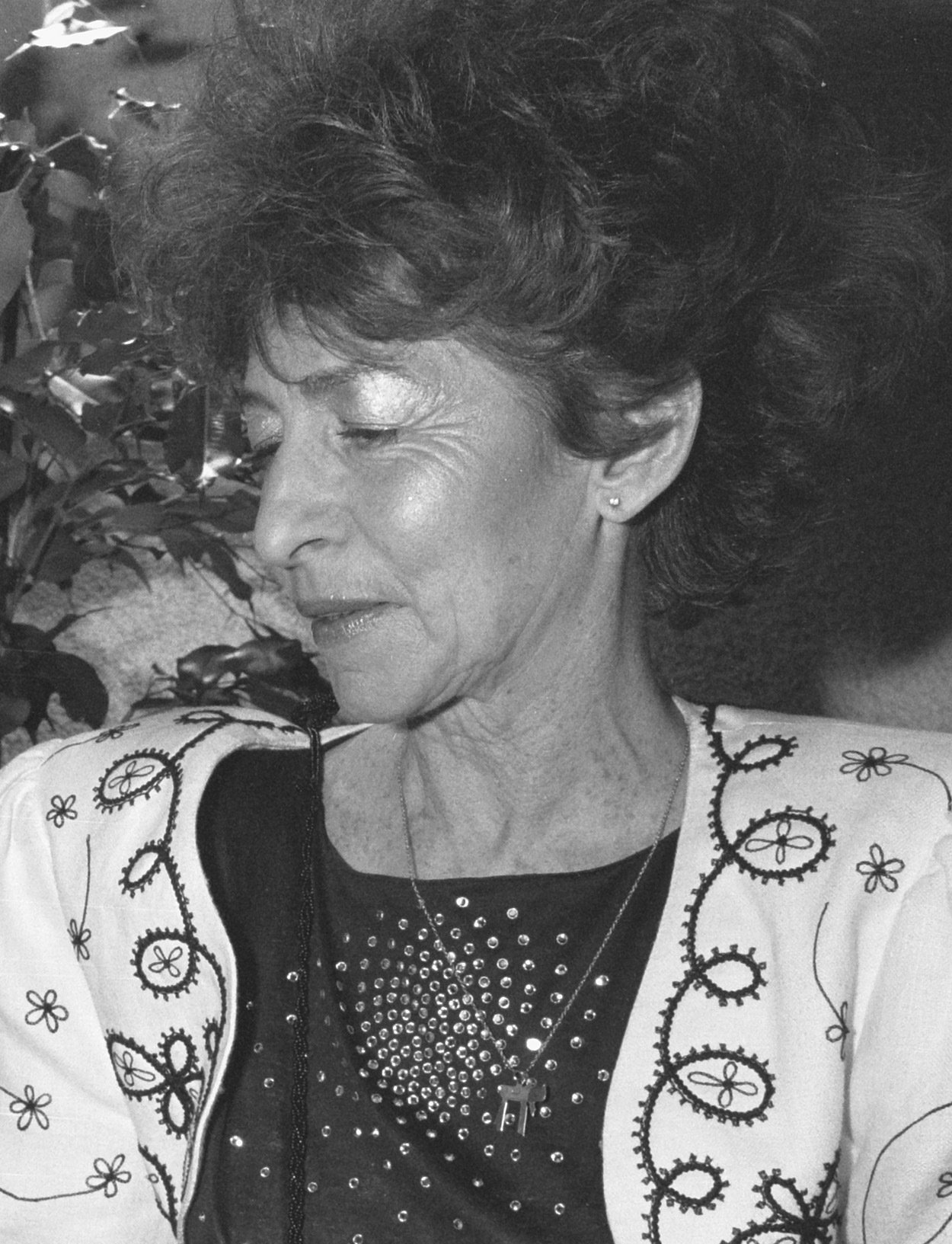
マルセリーヌ・ロリダン＝イヴェンス／9月18日没

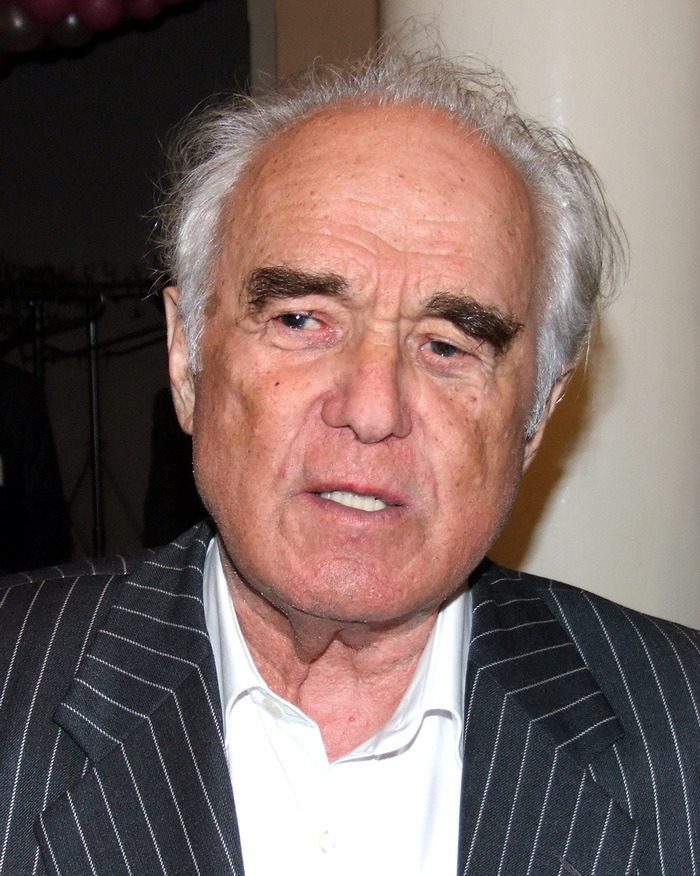
ヴィターリー・マソル／9月21日没

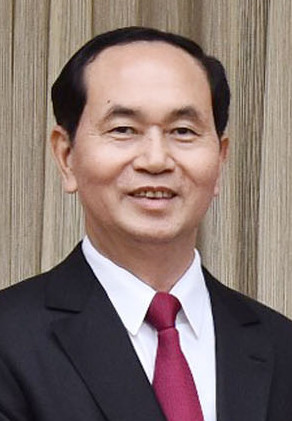
チャン・ダイ・クアン／9月21日没

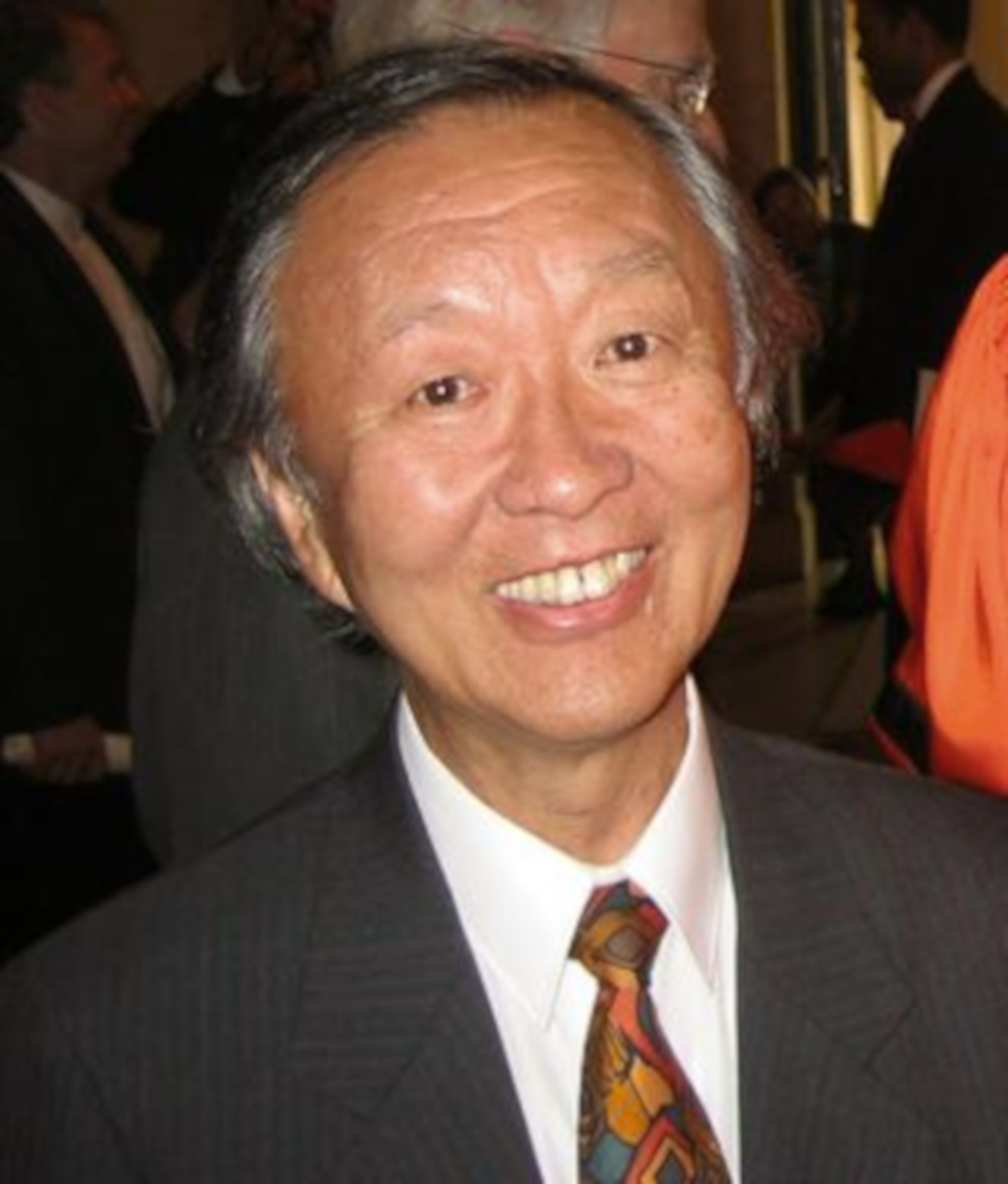
チャールズ・カオ／9月23日没

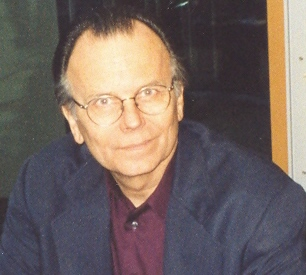
ゲイリー・カーツ／9月23日没

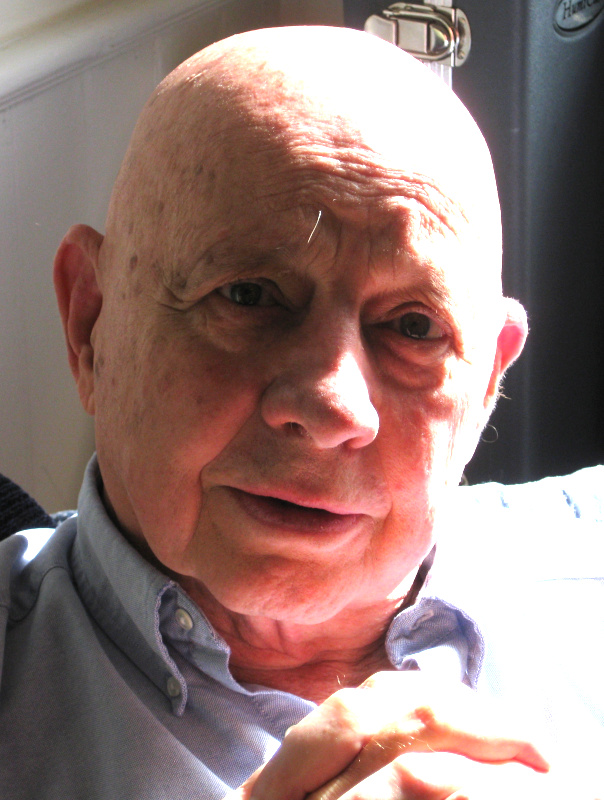
ジェームズ・マーチ／9月27日没

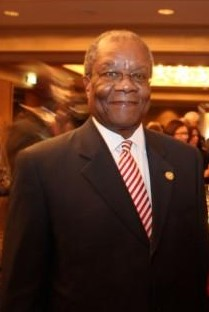
バーナバス・シブシソ・ドラミニ／9月28日没

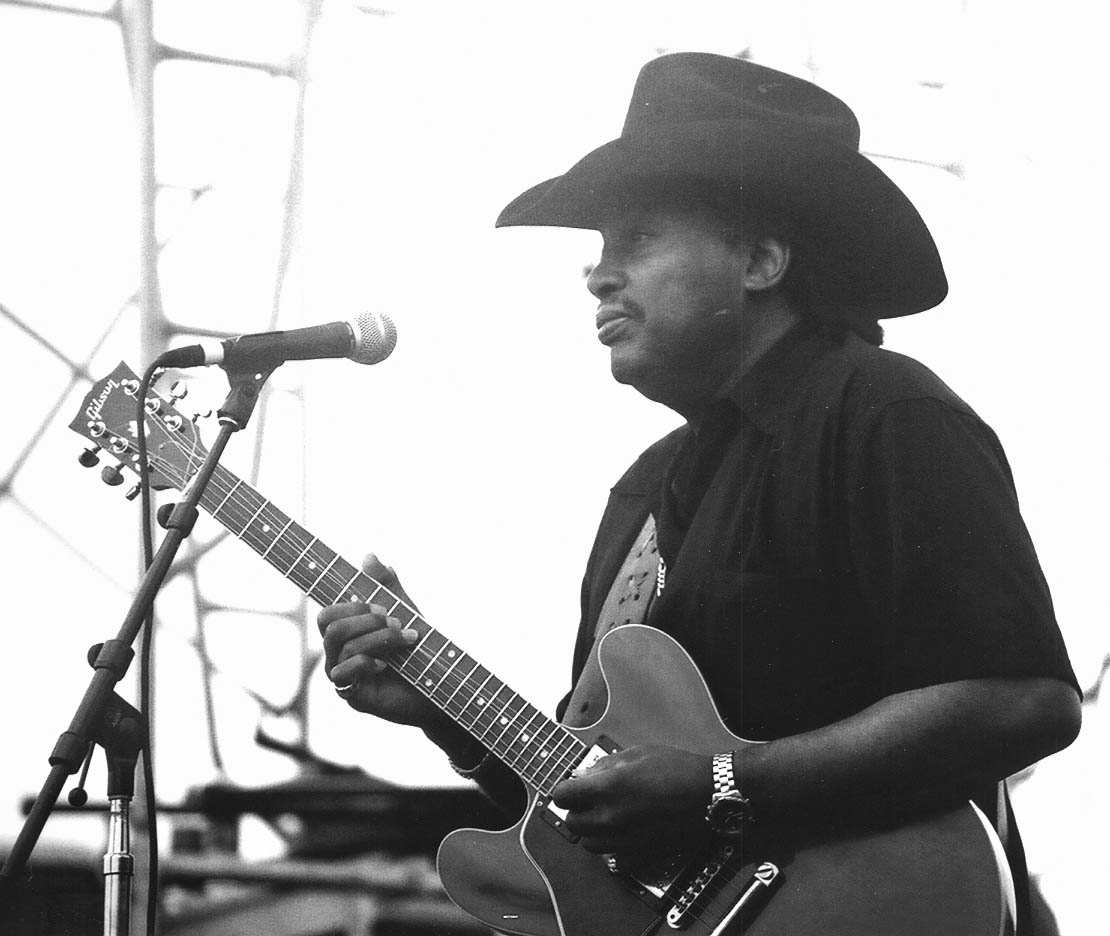
オーティス・ラッシュ／9月29日没

- 9月16日 - ビッグ・ジェイ・マクニーリー（英語版）、アメリカ合衆国のR&Bサクソフォーン奏者（* 1927年）[114]
- 9月16日 - ホルスト・ボゼツキー、ドイツの社会学者、推理小説家（* 1938年）[115]
- 9月16日 - 松下功、日本の作曲家、東京芸術大学副学長（* 1951年）[116]
- 9月16日 - ケヴィン・ビーティー、イギリスの元サッカー選手（* 1953年）[117]
- 9月16日 - マーティン・オールコック（英語版）、イギリスのマルチ・インストゥルメンタリスト（* 1957年）[118]
- 9月17日 - 島田利一、日本の洋画家（* 1922年）[119]
- 9月17日 - 斎藤文康、日本の政治家、元福島県高郷村長（* 1926年?）[120]
- 9月17日 - 堀和久、日本の歴史小説作家（* 1931年）[121]
- 9月17日 - 上野民夫、日本の天然物有機化学者、京都大学名誉教授（* 1938年）[122]
- 9月17日 - 松井靖典、日本の政治家、元岐阜県河合村長（* 1939年）[123]
- 9月17日 - 柴生進、日本の政治家、元兵庫県川西市長（* 1940年）[124]
- 9月17日 - フィリップ・ビゴ、フランスのパン・菓子職人（* 1942年）[125]
- 9月17日 - 小田裕一郎、日本の作曲家・音楽プロデューサー（* 1950年）[126]
- 9月17日 - スティーヴン・ジェフリーズ（英語版）、イギリスの脚本家（* 1950年）[127]
- 9月17日 - 仁平卓也、日本の微生物学者、大阪大学名誉教授（* 1953年）[128]
- 9月17日 - セリア・バルキン、スペインの大学生、アマチュアゴルファー（* 1996年）[129]
- 9月18日 - 佐藤恭治、日本の政治家、元秋田県仁賀保町長（* 1922年?）[130]
- 9月18日 - ジャン・ピア（フランス語版）、フランスの俳優（* 1924年）[131]
- 9月18日 - ロバート・ヴェンチューリ、アメリカ合衆国の建築家（* 1925年）[132]
- 9月18日 - マルセリーヌ・ロリダン＝イヴェンス、フランスの女優、映画監督（* 1928年）[133]
- 9月18日 - 新城繁正、日本の政治家、元沖縄県大宜味村長（* 1931年）[134]
- 9月18日 - ピヨトル・ラヘルト、ポーランドの作曲家、ピアニスト（* 1938年）[135]
- 9月18日 - 入沢肇、日本の政治家、官僚、元自由民主党参議院議員、第24代林野庁長官（* 1940年）[136]
- 9月18日 - ウェスリー・ティングリン（英語版）、ジャマイカのレゲエ歌手、ヴァイスロイズ（英語版）メンバー（* 1943年）[137]
- 9月18日 - 山本“KID”徳郁、日本の総合格闘家（* 1977年）[138]
- 9月19日 - 本間利雄、日本の建築家（* 1931年）[139]
- 9月19日 - 百瀬雄次、日本の実業家、元住友石炭鉱業社長（* 1931年）[140]
- 9月19日 - アーサー・ミッチェル（英語版）、アメリカ合衆国のダンサー、振付師、元ニューヨーク・シティ・バレエ団プリンシパル（* 1934年）[141]
- 9月19日 - クルチャール・ジェーゼー（ハンガリー語版）、ハンガリーのフェンシング選手、1964年東京オリンピック・1968年メキシコシティー・1972年ミュンヘンエペ団体・メキシコシティーエペ個人金メダリスト（* 1940年）[142]
- 9月19日 - 秋山道男、日本の編集者、芸能・映画・商品プロデューサー、俳優、放送作家、装丁家、作詞家（* 1948年）[143]
- 9月20日 - モハンメド・カリム・ラムラニ（英語版）、モロッコの政治家、第7代同国首相（* 1919年）[144]
- 9月20日 - 杉原実、日本の会計学者、西南学院大学名誉教授（* 1921年）[145]
- 9月20日 - ローリー・ミッチェル（英語版）、アメリカ合衆国の女優（* 1928年）[146]
- 9月20日 - インゲ・フェルトリネッリ（英語版）、ドイツ出身のイタリアの出版業者、写真家（* 1930年）[147]
- 9月20日 - 王夢恕、中華人民共和国の鉄道技術者、北京交通大学教授（* 1938年）[148]
- 9月20日 - ヘンリー・ウェッセル・ジュニア（英語版）、アメリカ合衆国の写真家（* 1942年）[149]
- 9月20日 - 国友やすゆき、日本の漫画家（* 1953年）[150]
- 9月20日 - 田中廣臣、日本の舞台俳優（* 1967年）[151]
- 9月21日 - 岡部昇栄 、日本の政治家、元富山県砺波市長（* 1919年）[152]
- 9月21日 - 林董一、日本の法学者、愛知学院大学名誉教授（* 1927年）[153]
- 9月21日 - ホセ・ルイス・デ・デラス、スペインの作曲家（* 1928年）[154]
- 9月21日 - ヴィターリー・マソル、ウクライナの政治家、第3代首相（* 1928年）[155]
- 9月21日 - 元原利文、日本の元最高裁判所判事、弁護士（* 1931年）[156]
- 9月21日 - キャサリン・フーバー（英語版）、アメリカ合衆国の作曲家、フルート奏者（* 1937年）[157]
- 9月21日 - チャン・ダイ・クアン、ベトナムの政治家、軍人、第6代ベトナム社会主義共和国主席（* 1956年）[158]
- 9月21日 - セルジュ・ラリヴィエール（フランス語版）、ベルギーの俳優（* 1957年）[159]
- 9月22日 - 宮下文彬、日本の社会学者、関西大学名誉教授（* 1942年）[160]
- 9月22日 - アル・マシューズ、アメリカ合衆国の俳優（* 1942年）[161]
- 9月22日 - チャス・ホッジズ（英語版）、イギリスの歌手、ピアニスト、チャス＆デイヴ（英語版）メンバー（* 1943年）[162]
- 9月22日 - 安藤房治、日本の教育学者、弘前大学名誉教授（* 1948年）[163]
- 9月22日 - エドナ・モレワ（英語版）、南アフリカ共和国の政治家、元環境大臣（* 1957年）[164]
- 9月23日 - 村上英二、日本の実業家、元村上開明堂社長（* 1924年）[165]
- 9月23日 - 宮田光、日本の俳優、声優（* 1930年）[166]
- 9月23日 - チャールズ・カオ、香港・イギリス・アメリカ合衆国の物理学者、ノーベル物理学賞受賞者（* 1933年）[167]
- 9月23日 - 滝内弥瑞生、日本の元プロ野球選手（* 1935年）[168]
- 9月23日 - 白相承（朝鮮語版）、大韓民国の政治家、元慶州市長（* 1935年）[169]
- 9月23日 - 玉木明、日本のジャーナリスト（* 1940年）[170]
- 9月23日 - ゲイリー・カーツ、アメリカ合衆国の映画プロデューサー（* 1940年）[171]
- 9月23日 - マーク・リヴォルシー、アメリカ合衆国の映像編集者（* 1962年）[172]
- 9月24日 - トミー・マクドナルド（英語版）、アメリカ合衆国のアメリカンフットボール選手【フィラデルフィア・イーグルス所属】（* 1934年）[173]
- 9月24日 - ノーム・ブレイフォーグル（英語版）、アメリカ合衆国の漫画家（* 1960年）[174]
- 9月25日 - ババ・ハリ・ダス（英語版）、インドのグル（* 1923年）[175]
- 9月25日 - ジェリー・ソープ、アメリカ合衆国の映画監督（* 1926年）[176]
- 9月25日 - 冨田輝司、日本の社会福祉学者、元愛知みずほ大学学長（* 1931年?）[177]
- 9月25日 - 出村博、日本の医学者、東京女子医科大学名誉教授（* 1934年）[178]
- 9月25日 - ジャック・マキニー、アメリカ合衆国のバスケットボール指導者（* 1935年）[179]
- 9月25日 - ヴラディーミル・ヴォロンコフ（ロシア語版）、ロシアのクロスカントリースキー選手、1972年札幌オリンピック男子4x10kmリレー金メダリスト（* 1944年）[180]
- 9月26日 - 川添一巳、日本の実業家、ラッキーグループ会長、長崎国際コンベンション協会長（* 1932年）[181]
- 9月26日 - エレナ・アルメイダ（ポルトガル語版）、ポルトガルの美術家、パフォーマンスアーティスト（* 1934年）[182]
- 9月27日 - ジェームズ・マーチ、アメリカ合衆国の社会学者、政治学者。スタンフォード大学名誉教授（* 1928年）[183]
- 9月27日 - 佐藤幹彦、日本の政治家、元千葉県銚子市長（* 1932年?）[184]
- 9月27日 - 小野竜之助、日本の脚本家（* 1934年）[185]
- 9月27日 - マーティー・バリン（英語版）、アメリカ合衆国のロック歌手、ロックバンド『ジェファーソン・エアプレイン』のボーカリスト（* 1942年）[186]
- 9月27日 - サルバドール・タリ、日本の俳優（* 1948年）[187]
- 9月27日 - 岡本修一、日本の実業家、出版社「青蛙房」社長（* 1949年）[188]
- 9月27日 - 志水正義、日本の俳優（* 1958年）[189]
- 9月27日 - タラ・ファリス（アラビア語版）、イラクのモデル、インスタグラマー（* 1996年）[190]
- 9月28日 - ジョー・マスタロフ（英語版）、アメリカ合衆国の脚本家（* 1919年）[191]
- 9月28日 - 小林房吉、日本の政治家、元岐阜県中津川市長（* 1925年）[192]
- 9月28日 - 藤田洋、日本の演劇評論家（* 1933年）[193]
- 9月28日 - バーナバス・シブシソ・ドラミニ、スワジランドの政治家、第8・10代同国首相（* 1942年）[194]
- 9月28日 - ユリス・シロヴス、ラトビア（ソビエト連邦）の陸上競技選手、1972年ミュンヘンオリンピック4×100mリレー銀、1976年モントリオールオリンピック同種目銅メダリスト（* 1950年）[195]
- 9月28日 - 太田正孝、日本の商学者、早稲田大学教授（* 1953年）[196]
- 9月28日 - 臧天朔（中国語版）、中華人民共和国のロックミュージシャン（* 1964年）[197]
- 9月28日 - 渚ようこ、日本の歌手（* 生年非公表）[198]
- 9月28日 - 村田泰隆、日本の実業家、村田製作所2代目代表取締役社長（* 1947年）[199]
- 9月29日 - アンジェラ・マリア（ポルトガル語版）、ブラジルのサンバ歌手（* 1929年）[200]
- 9月29日 - オーティス・ラッシュ、アメリカ合衆国のブルース歌手・ギタリスト（* 1935年）[201]
- 9月30日 - ウォルター・ラカー、アメリカ合衆国の歴史家（* 1921年）[202]
- 9月30日 - キム・ラーセン（デンマーク語版）、デンマークのロックミュージシャン（* 1945年）[203]